# Open d'Orléans
O Open d'Orléans é um torneio de tênis realizado em Orléans, França, desde 2005. O evento faz parte da ATP Challenger Tour e é jogado em quadras duras ao ar livre.

## Edições

### Simples
| Ano  | Campeão               | Vice-Campeão      | Placar                  |
| ---- | --------------------- | ----------------- | ----------------------- |
| 2019 | Mikael Ymer           | Grégoire Barrère  | 6–3, 7–5                |
| 2018 | Aljaž Bedene          | Antoine Hoang     | 4–6, 6–1, 7–6(8–6)      |
| 2017 | Norbert Gombos        | Julien Benneteau  | 6–3, 5–7, 6–2           |
| 2016 | Pierre-Hugues Herbert | Norbert Gombos    | 7–5, 4–6, 6–3           |
| 2015 | Jan-Lennard Struff    | Jerzy Janowicz    | 5–7, 6–4, 6–3           |
| 2014 | Sergiy Stakhovsky     | Thomaz Bellucci   | 6–2, 7–5                |
| 2013 | Radek Štěpánek        | Leonardo Mayer    | 6–3, 6–4                |
| 2012 | David Goffin          | Ruben Bemelmans   | 6–4, 3–6, 6–3           |
| 2011 | Michaël Llodra        | Arnaud Clément    | 7–5, 6–1                |
| 2010 | Nicolas Mahut (2)     | Grigor Dimitrov   | 2-6, 7-6(8–6), 7-6(7–4) |
| 2009 | Xavier Malisse        | Stéphane Robert   | 6–1, 6–2                |
| 2008 | Nicolas Mahut         | Christophe Rochus | 5–7, 6–1, 7–6(7–2)      |
| 2007 | Olivier Rochus (2)    | Nicolas Mahut     | 6–4, 6–4                |
| 2006 | Olivier Rochus        | Michaël Llodra    | 7–6(7–0), 7–6(8–6)      |
| 2005 | Cyril Saulnier        | Nicolas Mahut     | 6–3, 6–4                |

### Duplas
| Ano  | Campeões                                       | Vice-Campeões                                    | Placar                 |
| ---- | ---------------------------------------------- | ------------------------------------------------ | ---------------------- |
| 2019 | Romain Arneodo Hugo Nys                        | Hans Podlipnik Castillo Tristan-Samuel Weissborn | 6–7(5–7), 6–3, [10–1]  |
| 2018 | Luke Bambridge Jonny O'Mara                    | Yannick Maden Tristan-Samuel Weissborn           | 6–2, 6–4               |
| 2017 | Guillermo Durán Andrés Molteni                 | Jonathan Eysseric Tristan Lamasine               | 6–3, 6–7(4–7), [13–11] |
| 2016 | Nikola Mektić Franko Škugor                    | Ariel Behar Andrei Vasilevski                    | 6–2, 7–5               |
| 2015 | Tristan Lamasine Fabrice Martin                | Ken Skupski Neal Skupski                         | 6–4, 7–6(7–2)          |
| 2014 | Thomaz Bellucci André Sá                       | James Cerretani Andreas Siljeström               | 5–7, 6–4, [10–8]       |
| 2013 | Illya Marchenko Sergiy Stakhovsky (2)          | Ričardas Berankis Franko Škugor                  | 7–5, 6–3               |
| 2012 | Lukáš Dlouhý Gilles Müller                     | Xavier Malisse Ken Skupski                       | 6–2, 6–7(5–7), [10–7]  |
| 2011 | Pierre-Hugues Herbert (2) Nicolas Renavand (2) | David Škoch Simone Vagnozzi                      | 7–5, 6–3               |
| 2010 | Pierre-Hugues Herbert Nicolas Renavand         | Sébastien Grosjean Nicolas Mahut                 | 7–6(7–3), 1–6, [10–6]  |
| 2009 | Colin Fleming Ken Skupski                      | Sébastien Grosjean Olivier Patience              | 6–1, 6–1               |
| 2008 | Sergiy Stakhovsky Lovro Zovko                  | Jean-Claude Scherrer Igor Zelenay                | 7–6(9–7), 6–4          |
| 2007 | James Cerretani Frank Moser                    | Tomasz Bednarek Michał Przysiężny                | 6–1, 7–6(7–2)          |
| 2006 | Grégory Carraz Dick Norman                     | Jérôme Haehnel Jean-René Lisnard                 | 7–6(8–6), 6–1          |
| 2005 | Julien Benneteau Nicolas Mahut                 | Grégory Carraz Antony Dupuis                     | 3–6, 6–4, 6–2          |